# Jordanita hector
Jordanita hector ist ein Schmetterling aus der Familie der Widderchen (Zygaenidae).

## Merkmale
Die Falter erreichen eine Vorderflügellänge von 13,0 bis 14,0 Millimeter bei den Männchen und 9,5 bis 12,0 Millimeter bei den Weibchen. Kopf und Stirn (Frons) sind nur wenig breiter als die Facettenaugen und schimmern kupfern. Der Vertex schimmert bläulich grün. Die Fühler haben einen schlanken Schaft und schimmern kupfern und bläulich grün. Sie sind lang gekämmt und bestehen aus 41 bis 43 Segmenten. Die Patagia (paarige Struktur auf dem Pronotum, die die Basis der Vorderflügel bedeckt) und die Tegulaebeschuppung schimmern bläulich grün. Die Beine schimmern proximal kupfern und distal blau. Das Abdomen schimmert grün und bläulich am Ende. Die Vorderflügeloberseiten schimmern grün und distal blau. Die Hinterflügeloberseiten sind dunkelgrau, die Unterseiten sind grau. 
Bei den Männchen ist der Uncus schlank, die Valven sind schlank und haben einen kurzen, ventral gelegenen  distalen Fortsatz. Der Aedeagus ist lang und schlank und basal stark gebogen. Er besitzt einen langen schlanken Cornutus, welcher oft distal gespalten ist.
Bei den Weibchen verengt sich das Ostium, das Antrum fehlt meistens. Der Ductus bursae ist durchscheinend, hat eine glatte Oberfläche und ist lang und schlank. Er ist distal gewunden und hat keine lateralen Fortsätze. Das Corpus bursae ist klein und kugelförmig.

### Ähnliche Arten
Jordanita budensis und Jordanita notata kommen sympatrisch mit J. hector vor. Die Arten können genitalmorphologisch unterschieden werden.

## Verbreitung
Jordanita hector kommt im Süden der Türkei und im Libanon vor.

## Biologie
Über die Lebensweise der Art ist nichts bekannt. Es wird vermutet, dass sich die Raupen an Centaurea cheirolopha entwickeln. Die Falter fliegen Ende Mai.